# Thủ tướng Đức
Thủ tướng Đức, đầy đủ là Thủ tướng liên bang nước Cộng hòa Liên bang Đức (tiếng Đức: Bundeskanzler(in) der Bundesrepublik Deutschland) là người đứng đầu chính phủ của Cộng hòa Liên bang Đức.
Trong chính trị Đức, Kanzler tương đương với một thủ tướng ở nhiều nước khác. Trong khi đó, Ministerpräsident (Thủ hiến), được sử dụng dành riêng cho người đứng đầu chính phủ của hầu hết các bang của Đức (gọi là Land trong tiếng Đức).
Tính từ năm 1949, Helmut Kohl là thủ tướng tại vị lâu nhất với 16 năm, 26 ngày trong 4 nhiệm kỳ từ 1982 đến 1998. Người tại vị lâu thứ hai là Angela Merkel khi bà giữ chức 16 năm, 16 ngày với bốn nhiệm kỳ từ 2005 đến 2021. Bà là nữ thủ tướng đầu tiên của Đức. Trong tiếng Đức, bà được gọi là Bundeskanzlerin. Trước thời Angela Merkel thì từ này chưa bao giờ được sử dụng chính thức, vì hậu tố in đã được thêm vào Bundeskanzler để biểu thị một phụ nữ giữ vị trí thủ tướng. Bà còn được truyền thông và người dân Đức gọi bằng một cái tên thân mật khác là Mutti có nghĩa là mẹ. Ngày 8 tháng 12 năm 2021, nữ Thủ tướng  Angela Merkel chính thức rời nhiệm sở sau hơn 16 năm lãnh đạo nước Đức và trao lại quyền lực cho người kế nhiệm là Olaf Scholz thuộc Đảng Dân chủ Xã hội.
Chức vụ Thủ tướng có một lịch sử lâu dài, xuất phát từ thời Thánh chế La Mã. Danh hiệu này được sử dụng trong một số tiểu bang của châu Âu nói tiếng Đức. Chức danh thời hiện đại của Thủ tướng được thành lập với Liên minh Bắc Đức, trong đó Otto von Bismarck trở thành Thủ tướng vào năm 1867. Sau khi thống nhất nước Đức vào năm 1871, chức danh này được biết đến tại Đức là Reichskanzler, mặc dù chức danh này vẫn được gọi là Chancellor trong tiếng Anh. Với hiến pháp của Đức năm 1949, danh hiệu Bundeskanzler đã bắt đầu được sử dụng lại tại Đức.
Trong các thời kỳ khác nhau, vai trò của thủ tướng đã thay đổi. Từ 1871-1918, các thủ tướng chỉ chịu trách nhiệm trước Hoàng đế. Với những cải cách hiến pháp năm 1918, Quốc hội đã được cấp quyền miễn nhiệm Thủ tướng. Theo Hiến pháp Weimar năm 1919, các thủ tướng được bổ nhiệm bởi Tổng thống và chịu trách nhiệm trước Quốc hội. Sau cái chết của Tổng thống Hindenburg, Hiến pháp Weimar đã bị gạt sang một bên trong chế độ độc tài Đức Quốc xã. Hiến pháp 1949 đã cho quyền hạn của Thủ tướng lớn hơn trong thời kỳ của Cộng hòa Weimar, trong khi giảm bớt vai trò của Tổng thống.
Từ năm 1867, 34 cá nhân đã giữ chức vụ thủ tướng Đức.

## Danh sách thủ tướng Đức

### Liên bang Bắc Đức(1867–1871)
Không đảng phái
| Chân dung   | Tên (Sinh - mất)                                                     | Nhiệm kỳ làm việc (thời gian nhiệm kỳ)                   | Đảng phái chính trị | Đảng phái chính trị |
| ----------- | -------------------------------------------------------------------- | -------------------------------------------------------- | ------------------- | ------------------- |
| không khung | Bá tước Otto von Bismarck (1 tháng 4 năm 1815 – 30 tháng 7 năm 1898) | 1 tháng 7 năm 1867 – 21 tháng 3 năm 1871 3 năm, 263 ngày |                     | Không đảng phái     |

### Đế quốc Đức(1871-1918)
Zentrum       Không đảng phái
| Chân dung   | Tên (Sinh - mất)                                                                           | Nhiệm kỳ làm việc (thời gian nhiệm kỳ)                      | Đảng phái chính trị | Đảng phái chính trị | Nội các                   |
| ----------- | ------------------------------------------------------------------------------------------ | ----------------------------------------------------------- | ------------------- | ------------------- | ------------------------- |
| không khung | Thân vương Otto von Bismarck (1 tháng 4 năm 1815 – 30 tháng 7 năm 1898)                    | 21 tháng 3 năm 1871 – 20 tháng 3 năm 1890 18 năm, 364 ngày  |                     | Không đảng phái     | Bismarck                  |
| không khung | Bá tước Leo von Caprivi (24 tháng 2 năm 1831 – 6 tháng 2 năm 1899)                         | 20 tháng 3 năm 1890 – 26 tháng 10 năm 1894 4 năm, 220 ngày  |                     | Không đảng phái     | Caprivi                   |
| không khung | Vương tôn Chlodwig zu Hohenlohe-Schillingsfürst (31 tháng 3 năm 1819 – 6 tháng 7 năm 1901) | 26 tháng 10 năm 1894 – 17 tháng 10 năm 1900 5 năm, 353 ngày |                     | Không đảng phái     | Hohenlohe-Schillingsfürst |
| không khung | Vương tôn Bernhard von Bülow (3 tháng 5 năm 1849 – 28 tháng 10 năm 1929)                   | 17 tháng 10 năm 1900 – 14 tháng 7 năm 1909 8 năm, 270 ngày  |                     | Không đảng phái     | Bülow                     |
| không khung | Theobald von Bethmann-Hollweg (29 tháng 11 năm 1856 – 1 tháng 1 năm 1921)                  | 14 tháng 7 năm 1909 – 13 tháng 7 năm 1917 7 năm, 364 ngày   |                     | Không đảng phái     | Bethmann-Hollweg          |
| không khung | Georg Michaelis (8 tháng 9 năm 1857 – 24 tháng 7 năm 1936)                                 | 14 tháng 7 – 1 tháng 11 năm 1917 110 ngày                   |                     | Không đảng phái     | Michaelis                 |
| không khung | Bá tước Georg von Hertling (31 tháng 8 năm 1843 – 4 tháng 1 năm 1919)                      | 1 tháng 11 năm 1917 – 30 tháng 9 năm 1918 333 ngày          |                     | Đảng Trung dung     | Hertling                  |
| không khung | Đại Công tôn Max von Baden (10 tháng 7 năm 1867 – 6 tháng 11 năm 1929)                     | 1 tháng 11 năm 1917 – 30 tháng 9 năm 1918 333 ngày          |                     | Không đảng phái     | Baden                     |

### Cộng hòa Weimar(1919–1933)
SPD
      Zentrum
      DVP
      Không đảng phái
| Chân dung   | Tên (Sinh - mất) | Nhiệm kỳ làm việc (thời gian nhiệm kỳ)                     | Đảng phái chính trị | Đảng phái chính trị     | Nội các                    |                       |
| ----------- | --- | ---------------------------------------------------------- | ------------------- | ----------------------- | -------------------------- | --------------------- |
| không khung | Friedrich Ebert (4 tháng 2 năm 1871 – 28 tháng 2 năm 1925) Reichskanzler (Thủ tướng Đế chế) và Vorsitz des Rates der Volksbeauftragten (Chủ tịch Hội đồng Đại biểu Nhân dân)         | 9 tháng 11 năm 1918 – 13 tháng 2 năm 1919 96 ngày          |                     | Đảng Dân chủ Xã hội Đức | Hội đồng Đại biểu Nhân dân |                       |
| không khung | Philipp Scheidemann (4 tháng 2 năm 1871 – 28 tháng 2 năm 1925) Reichsministerpräsident (Thủ hiến Đế chế)                                                                             | 13 tháng 2 năm 1919 – 20 tháng 6 năm 1919 127 ngày         |                     | Đảng Dân chủ Xã hội Đức | Scheidemann                | HĐQG (1919)           |
| không khung | Gustav Bauer (6 tháng 1 năm 1870 – 16 tháng 9 năm 1944) Reichsministerpräsident (Thủ hiến Đế chế), sau ngày 14 tháng 8 năm 1919 được đổi trở lại là Reichskanzler (Thủ tướng Đế chế) | 21 tháng 6 năm 1919 – 26 tháng 3 năm 1920 279 ngày         |                     | Đảng Dân chủ Xã hội Đức | Bauer                      | HĐQG (1919)           |
| không khung | Hermann Müller (18 tháng 5 năm 1876 – 20 tháng 3 năm 1931) | 27 tháng 3 năm 1920 – 21 tháng 6 năm 1920 86 ngày          |                     | Đảng Dân chủ Xã hội Đức | Müller I                   | HĐQG (1919)           |
| không khung | Constantin Fehrenbach (18 tháng 5 năm 1876 – 20 tháng 3 năm 1931) | 25 tháng 6 năm 1920 – 4 tháng 5 năm 1921 313 ngày          |                     | Đảng Trung dung         | Fehrenbach                 | 1 (1920)              |
| không khung | Joseph Wirth (6 tháng 9 năm 1873 – 3 tháng 1 năm 1956) | 10 tháng 5 năm 1921 – 14 tháng 11 năm 1922 1 năm, 188 ngày |                     | Đảng Trung dung         | Wirth I                    | 1 (1920)              |
| không khung | Joseph Wirth (6 tháng 9 năm 1873 – 3 tháng 1 năm 1956) | 10 tháng 5 năm 1921 – 14 tháng 11 năm 1922 1 năm, 188 ngày | Wirth II            | Đảng Trung dung         |                            | 1 (1920)              |
| không khung | Wilhelm Cuno (2 tháng 7 năm 1876 – 3 tháng 1 năm 1933) | 22 tháng 11 năm 1922 – 12 tháng 8 năm 1923 263 ngày        |                     | Không đảng phái         | Cuno                       | 1 (1920)              |
| không khung | Gustav Stresemann (10 tháng 5 năm 1878 – 3 tháng 10 năm 1929) | 13 tháng 8 – 30 tháng 11 năm 1923 109 ngày                 |                     | Đảng Nhân dân Đức       | Stresemann I               | 1 (1920)              |
| không khung | Gustav Stresemann (10 tháng 5 năm 1878 – 3 tháng 10 năm 1929) | 13 tháng 8 – 30 tháng 11 năm 1923 109 ngày                 | Stresemann II       | Đảng Nhân dân Đức       |                            | 1 (1920)              |
| không khung | Wilhelm Marx (15 tháng 1 năm 1863 – 5 tháng 8 năm 1946) | 30 tháng 11 năm 1923 – 15 tháng 1 năm 1925 1 năm, 46 ngày  |                     | Đảng Trung dung         | Marx I                     | 1 (1920)              |
| không khung | Wilhelm Marx (15 tháng 1 năm 1863 – 5 tháng 8 năm 1946) | 30 tháng 11 năm 1923 – 15 tháng 1 năm 1925 1 năm, 46 ngày  | Marx II             | Đảng Trung dung         | 2 (Tháng 5 năm 1924)       |                       |
| không khung | Hans Luther (10 tháng 3 năm 1879 – 11 tháng 5 năm 1862) | 15 tháng 1 năm 1925 – 12 tháng 5 năm 1926 1 năm, 117 ngày  |                     | Không đảng phái         | Luther I                   | 3 (Tháng 12 năm 1924) |
| không khung | Hans Luther (10 tháng 3 năm 1879 – 11 tháng 5 năm 1862) | 15 tháng 1 năm 1925 – 12 tháng 5 năm 1926 1 năm, 117 ngày  | Luther II           | Không đảng phái         |                            | 3 (Tháng 12 năm 1924) |
| không khung | Wilhelm Marx (15 tháng 1 năm 1863 – 5 tháng 8 năm 1946) | 17 tháng 5 năm 1926 – 12 tháng 6 năm 1928 2 năm, 26 ngày   |                     | Đảng Trung dung         | Marx III                   | 3 (Tháng 12 năm 1924) |
| không khung | Wilhelm Marx (15 tháng 1 năm 1863 – 5 tháng 8 năm 1946) | 17 tháng 5 năm 1926 – 12 tháng 6 năm 1928 2 năm, 26 ngày   | Marx IV             | Đảng Trung dung         |                            | 3 (Tháng 12 năm 1924) |
| không khung | Hermann Müller (18 tháng 5 năm 1876 – 20 tháng 3 năm 1931) | 28 tháng 6 năm 1928 – 27 tháng 3 năm 1930 1 năm, 272 ngày  |                     | Đảng Dân chủ Xã hội Đức | Müller II                  | 4 (1928)              |
| không khung | Heinrich Brüning (26 tháng 11 năm 1885 – 30 tháng 3 năm 1970) | 30 tháng 3 năm 1930 – 30 tháng 2 năm 1932 2 năm, 61 ngày   |                     | Đảng Trung dung         | Brüning I                  | 5 (1930)              |
| không khung | Heinrich Brüning (26 tháng 11 năm 1885 – 30 tháng 3 năm 1970) | 30 tháng 3 năm 1930 – 30 tháng 2 năm 1932 2 năm, 61 ngày   | Brüning II          | Đảng Trung dung         |                            | 5 (1930)              |
| không khung | Franz von Papen (29 tháng 10 năm 1879 – 2 tháng 5 năm 1969) | 30 tháng 5 – 17 tháng 11 năm 1932 171 ngày                 |                     | Không đảng phái         | Papen                      | 6 (Tháng 7 năm 1932)  |
| không khung | Kurt von Schleicher (7 tháng 4 năm 1882 – 30 tháng 6 năm 1934) | 3 tháng 12 năm 1932 – 28 tháng 1 năm 1933 56 ngày          |                     | Không đảng phái         | Schleicher                 | 7 (Tháng 11 năm 1932) |

### Đức Quốc xã(1933–1945)
NSDAP
| Chân dung   | Tên (Sinh - mất) | Nhiệm kỳ làm việc (thời gian nhiệm kỳ)                    | Đảng phái chính trị   | Đảng phái chính trị                          | Nội các                                                                       | Reichstag            |
| ----------- | --- | --------------------------------------------------------- | --------------------- | -------------------------------------------- | ----------------------------------------------------------------------------- | -------------------- |
| không khung | Adolf Hitler (20 tháng 4 năm 1889 – 30 tháng 4 năm 1945) Führer và Reichskanzler (Thủ tướng) từ ngày 2 tháng 8 năm 1934 | 30 tháng 1 năm 1933 – 30 tháng 4 năm 1945 12 năm, 90 ngày |                       | Đảng Công nhân Đức Quốc gia Xã hội chủ nghĩa | Hitler                                                                        | 8 (Tháng 3 năm 1933) |
| không khung | Adolf Hitler (20 tháng 4 năm 1889 – 30 tháng 4 năm 1945) Führer và Reichskanzler (Thủ tướng) từ ngày 2 tháng 8 năm 1934 | 30 tháng 1 năm 1933 – 30 tháng 4 năm 1945 12 năm, 90 ngày | 9 (Tháng 11 năm 1933) | Đảng Công nhân Đức Quốc gia Xã hội chủ nghĩa | Hitler                                                                        |                      |
| không khung | Adolf Hitler (20 tháng 4 năm 1889 – 30 tháng 4 năm 1945) Führer và Reichskanzler (Thủ tướng) từ ngày 2 tháng 8 năm 1934 | 30 tháng 1 năm 1933 – 30 tháng 4 năm 1945 12 năm, 90 ngày | 10 (Tháng 3 năm 1936) | Đảng Công nhân Đức Quốc gia Xã hội chủ nghĩa | Hitler                                                                        |                      |
| không khung | Adolf Hitler (20 tháng 4 năm 1889 – 30 tháng 4 năm 1945) Führer và Reichskanzler (Thủ tướng) từ ngày 2 tháng 8 năm 1934 | 30 tháng 1 năm 1933 – 30 tháng 4 năm 1945 12 năm, 90 ngày | 11 (Tháng 4 năm 1938) | Đảng Công nhân Đức Quốc gia Xã hội chủ nghĩa | Hitler                                                                        |                      |
| không khung | Joseph Goebbels (29 tháng 10 năm 1897 – 1 tháng 5 năm 1945)                                                             | 30 tháng 4 năm 1945 – 1 tháng 5 năm 1945 1 ngày           |                       | Đảng Công nhân Đức Quốc gia Xã hội chủ nghĩa | (Nội các được Hitler đề xuất theo di chúc nhưng không bao giờ được triệu tập) | —                    |
| không khung | Lutz Graf Schwerin von Krosigk (22 tháng 8 năm 1887 – 4 tháng 3 năm 1977) Điều hành chính phủ tại Flensburg             | 2 – 23 tháng 5 năm 1945 21 ngày                           |                       | Đảng Công nhân Đức Quốc gia Xã hội chủ nghĩa | Schwerin von Krosigk                                                          | —                    |

### Cộng hòa Liên bang Đức(1949–nay)
CDU       SPD       FDP
| Chân dung   | Tên (Sinh - mất)                                                           | Nhiệm kỳ làm việc (thời gian nhiệm kỳ)                     | Đảng phái chính trị                         | Đảng phái chính trị                                                                      | Nội các                       | Bundestag               |
| ----------- | -------------------------------------------------------------------------- | ---------------------------------------------------------- | ------------------------------------------- | ---------------------------------------------------------------------------------------- | ----------------------------- | ----------------------- |
| không khung | Konrad Adenauer (5 tháng 1 năm 1876 – 19 tháng 4 năm 1967)                 | 15 tháng 9 năm 1949 – 15 tháng 10 năm 1963 14 năm, 30 ngày |                                             | Liên minh Dân chủ Kitô giáo Đức                                                          | Adenauer I CDU/CSU – FDP – DP | 1 (1949)                |
| không khung | Konrad Adenauer (5 tháng 1 năm 1876 – 19 tháng 4 năm 1967)                 | 15 tháng 9 năm 1949 – 15 tháng 10 năm 1963 14 năm, 30 ngày | Adenauer II CDU/CSU – FDP/FVP – DP – GB/BHE | Liên minh Dân chủ Kitô giáo Đức                                                          | 2 (1953)                      |                         |
| không khung | Konrad Adenauer (5 tháng 1 năm 1876 – 19 tháng 4 năm 1967)                 | 15 tháng 9 năm 1949 – 15 tháng 10 năm 1963 14 năm, 30 ngày | Adenauer III CDU/CSU – DP                   | Liên minh Dân chủ Kitô giáo Đức                                                          | 3 (1957)                      |                         |
| không khung | Konrad Adenauer (5 tháng 1 năm 1876 – 19 tháng 4 năm 1967)                 | 15 tháng 9 năm 1949 – 15 tháng 10 năm 1963 14 năm, 30 ngày | Adenauer IV CDU/CSU – FDP                   | Liên minh Dân chủ Kitô giáo Đức                                                          | 4 (1961)                      |                         |
| không khung | Konrad Adenauer (5 tháng 1 năm 1876 – 19 tháng 4 năm 1967)                 | 15 tháng 9 năm 1949 – 15 tháng 10 năm 1963 14 năm, 30 ngày | Adenauer V CDU/CSU – FDP                    | Liên minh Dân chủ Kitô giáo Đức                                                          | 4 (1961)                      |                         |
| không khung | Ludwig Erhard (4 tháng 2 năm 1897 – 5 tháng 5 năm 1977)                    | 16 tháng 10 năm 1963 – 30 tháng 11 năm 1966 3 năm, 45 ngày |                                             | Không là thành viên của đảng phái nào cả; liên minh cùng với Liên minh Dân chủ Kitô giáo | 4 (1961)                      | Erhard I CDU/CSU – FDP  |
| không khung | Ludwig Erhard (4 tháng 2 năm 1897 – 5 tháng 5 năm 1977)                    | 16 tháng 10 năm 1963 – 30 tháng 11 năm 1966 3 năm, 45 ngày | Erhard II CDU/CSU – FDP                     | Không là thành viên của đảng phái nào cả; liên minh cùng với Liên minh Dân chủ Kitô giáo | 5 (1965)                      |                         |
| không khung | Kurt Georg Kiesinger (6 tháng 4 năm 1904 – 9 tháng 3 năm 1988)             | 1 tháng 12 năm 1966 – 21 tháng 10 năm 1969 2 năm, 324 ngày |                                             | Liên minh Dân chủ Kitô giáo Đức                                                          | 5 (1965)                      | Kiesinger CDU/CSU – SPD |
| không khung | Willy Brandt (18 tháng 2 năm 1913 – 8 tháng 10 năm 1992)                   | 22 tháng 10 năm 1969 – 7 tháng 5 năm 1974 4 năm, 197 ngày  |                                             | Đảng Dân chủ Xã hội Đức                                                                  | Brandt I SPD – FDP            | 6 (1969)                |
| không khung | Willy Brandt (18 tháng 2 năm 1913 – 8 tháng 10 năm 1992)                   | 22 tháng 10 năm 1969 – 7 tháng 5 năm 1974 4 năm, 197 ngày  | Brandt II SPD – FDP                         | Đảng Dân chủ Xã hội Đức                                                                  | 7 (1972)                      |                         |
| không khung | Walter Scheel (8 tháng 7 năm 1919 – 24 tháng 8 năm 2016) (Quyền thủ tướng) | 7 – 16 tháng 5 năm 1974 9 ngày                             |                                             | Đảng Dân chủ Tự do Đức                                                                   | 7 (1972)                      | (Quyền)                 |
| không khung | Helmut Schmidt (23 tháng 2 năm 1918 – 10 tháng 11 năm 2015)                | 16 tháng 5 năm 1974 – 1 tháng 10 năm 1982 8 năm, 148 ngày  |                                             | Đảng Dân chủ Xã hội Đức                                                                  | 7 (1972)                      | Schmidt I SPD – FDP     |
| không khung | Helmut Schmidt (23 tháng 2 năm 1918 – 10 tháng 11 năm 2015)                | 16 tháng 5 năm 1974 – 1 tháng 10 năm 1982 8 năm, 148 ngày  | Schmidt II SPD – FDP                        | Đảng Dân chủ Xã hội Đức                                                                  | 8 (1978)                      |                         |
| không khung | Helmut Schmidt (23 tháng 2 năm 1918 – 10 tháng 11 năm 2015)                | 16 tháng 5 năm 1974 – 1 tháng 10 năm 1982 8 năm, 148 ngày  | Schmidt III SPD – FDP                       | Đảng Dân chủ Xã hội Đức                                                                  | 9 (1980)                      |                         |
| không khung | Helmut Kohl (3 tháng 6 năm 1930 – 16 tháng 6 năm 2017)                     | 1 tháng 10 năm 1982 – 27 tháng 10 năm 1998 16 năm, 26 ngày |                                             | Liên minh Dân chủ Kitô giáo Đức                                                          | 9 (1980)                      | Kohl I CDU/CSU – FDP    |
| không khung | Helmut Kohl (3 tháng 6 năm 1930 – 16 tháng 6 năm 2017)                     | 1 tháng 10 năm 1982 – 27 tháng 10 năm 1998 16 năm, 26 ngày | Kohl II CDU/CSU – FDP                       | Liên minh Dân chủ Kitô giáo Đức                                                          | 10 (1983)                     |                         |
| không khung | Helmut Kohl (3 tháng 6 năm 1930 – 16 tháng 6 năm 2017)                     | 1 tháng 10 năm 1982 – 27 tháng 10 năm 1998 16 năm, 26 ngày | Kohl III CDU/CSU – FDP                      | Liên minh Dân chủ Kitô giáo Đức                                                          | 11 (1987)                     |                         |
| không khung | Helmut Kohl (3 tháng 6 năm 1930 – 16 tháng 6 năm 2017)                     | 1 tháng 10 năm 1982 – 27 tháng 10 năm 1998 16 năm, 26 ngày | Kohl IV CDU/CSU – FDP                       | Liên minh Dân chủ Kitô giáo Đức                                                          | 12 (1990)                     |                         |
| không khung | Helmut Kohl (3 tháng 6 năm 1930 – 16 tháng 6 năm 2017)                     | 1 tháng 10 năm 1982 – 27 tháng 10 năm 1998 16 năm, 26 ngày | Kohl V CDU/CSU – FDP                        | Liên minh Dân chủ Kitô giáo Đức                                                          | 13 (1994)                     |                         |
| không khung | Gerhard Schröder (7 tháng 4 năm 1944 –)                                    | 27 tháng 10 năm 1998 – 22 tháng 11 năm 2005 7 năm, 26 ngày |                                             | Đảng Dân chủ Xã hội Đức                                                                  | Schröder I SPD – Xanh         | 14 (1998)               |
| không khung | Gerhard Schröder (7 tháng 4 năm 1944 –)                                    | 27 tháng 10 năm 1998 – 22 tháng 11 năm 2005 7 năm, 26 ngày | Schröder II SPD – Xanh                      | Đảng Dân chủ Xã hội Đức                                                                  | 15 (2002)                     |                         |
| không khung | Angela Merkel (17 tháng 7 năm 1954 –)                                      | 22 tháng 11 năm 2005 – 8 tháng 12 năm 2021 16 năm, 16 ngày |                                             | Liên minh Dân chủ Kitô giáo Đức                                                          | Merkel I CDU/CSU – SPD        | 16 (2005)               |
| không khung | Angela Merkel (17 tháng 7 năm 1954 –)                                      | 22 tháng 11 năm 2005 – 8 tháng 12 năm 2021 16 năm, 16 ngày | Merkel II CDU/CSU – FDP                     | Liên minh Dân chủ Kitô giáo Đức                                                          | 17 (2009)                     |                         |
| không khung | Angela Merkel (17 tháng 7 năm 1954 –)                                      | 22 tháng 11 năm 2005 – 8 tháng 12 năm 2021 16 năm, 16 ngày | Merkel III CDU/CSU – SPD                    | Liên minh Dân chủ Kitô giáo Đức                                                          | 18 (2013)                     |                         |
| không khung | Angela Merkel (17 tháng 7 năm 1954 –)                                      | 22 tháng 11 năm 2005 – 8 tháng 12 năm 2021 16 năm, 16 ngày | Merkel IV CDU/CSU – SPD                     | Liên minh Dân chủ Kitô giáo Đức                                                          | 19 (2017)                     |                         |
|             | Olaf Scholz (14 tháng 6 năm 1958 –)                                        | 8 tháng 12 năm 2021 – 6 tháng 5 năm 2025 3 năm, 149 ngày   |                                             | Đảng Dân chủ Xã hội Đức                                                                  | Scholz SSPD - FDP Xanh        | 20 (2021)               |

### Sách
- Klein, Herbert, ed. 1993. The German Chancellors. Berlin: Edition.
- Padgett, Stephen, ed. 1994. The Development of the German Chancellorship: Adenauer to Kohl. London: Hurst.

### Bài viết
- Harlen, Christine M. 2002. "The Leadership Styles of the German Chancellors: From Schmidt to Schröder." Politics and Policy 30 (2 (June)): 347–371.
- Helms, Ludger. 2001. "The Changing Chancellorship: Resources and Constraints Revisited." German Politics 10 (2): 155–168.
- Mayntz, Renate. 1980. "Executive Leadership in Germany: Dispersion of Power or 'Kanzler Demokratie'?" In Presidents and Prime Ministers, ed. R. Rose and E. N. Suleiman. Washington, D.C: American Enterprise Institute. pp. 139–71.
- Smith, Gordon. 1991. "The Resources of a German Chancellor." West European Politics 14 (2): 48–61.